# Ammonoidea
Os amonoides (do latim científico Ammonoidea), também chamados de amonites ou amonitas, constituem um grupo extinto de moluscos cefalópodes surgido no período Devónico e que desapareceu na extinção K-T, no final do Cretáceo que também vitimou os dinossauros.
São animais de ambiente marinho , caracterizados por uma concha externa composta principalmente por carbonato de cálcio, na forma de aragonita, e em parte por uma substância orgânica de natureza proteica ( conchiolina ). A concha era dividida internamente por divisórias em diferentes câmaras, das quais o molusco ocupava apenas a última (câmara de habitação). Os demais, que compunham o fragmocone (parte com câmara da concha), eram utilizados como "câmaras de ar" (à semelhança do atual Nautilus), preenchido com gás e líquido da câmara para controlar a flutuabilidade do organismo. A pressão dos fluidos da câmara era controlada por uma estrutura orgânica tubular fina, ricamente vascularizada e parcialmente mineralizada (o sifão), que atravessava todos os septos e permitia a troca de fluidos do sangue e dos tecidos moles do animal para as câmaras através de um processo de osmose . A amonite poderia assim variar a sua profundidade (dentro dos limites da resistência mecânica da concha) de forma semelhante aos nautilóides ainda vivos. Provavelmente as amonites, como todos os cefalópodes conhecidos, eram organismos carnívoros e, de acordo com os estudos disponíveis, provavelmente desenvolveram um grande número de adaptações diferentes, desde a predação ativa de animais marinhos, à microfagia (predação de microrganismos), à necrofagia (consumo de organismos mortos). , e até mesmo canibalismo (predação de outras amonites, até mesmo de membros da mesma espécie).
A concha das amonites apresenta geralmente a forma de uma espiral enrolada num plano (embora algumas espécies, denominadas heteromórficas , apresentem um enrolamento mais complexo e tridimensional) e é precisamente esta característica que determinou o seu nome. A aparência desses animais, na verdade, lembra vagamente a de um chifre enrolado, como o de um carneiro (o deus egípcio Amon , nos tempos helenístico e romano, era comumente representado como um homem com chifres de carneiro). O famoso estudioso romano Plínio, o Velho (autor do tratado Naturalis Historia) definiu os fósseis destes animais como Ammonis cornua, "chifres de Amon". Muitas vezes o nome das espécies de amonitas termina em ceras, uma palavra grega (κέρας) cujo significado é, na verdade, "chifre" (por exemplo, Pleuroceras que etimologicamente significa chifre com costelas). As amonites são consideradas os fósseis por excelência, tanto que são frequentemente utilizadas como símbolo gráfico da paleontologia.
Pela sua extraordinária difusão nos sedimentos marinhos de todo o mundo e pela sua rápida evolução, com nítidas variações na morfologia e ornamentação da concha, as amonites são fósseis-guia de excepcional valor. São utilizados em estratigrafia para a datação de rochas sedimentares, especialmente do Paleozóico Superior a todo o Mesozóico.
As amonites eram animais marinhos, que ocupavam o nicho ecológico das atuais lulas. Tinham dimensões muito variáveis, desde alguns centímetros a um metro de diâmetro. O animal vivia dentro de uma concha espiralada de natureza carbonatada, semelhante à dos nautiloides atuais.
As conchas de amonite são um tipo comum de fóssil em formações marinhas do Mesozoico. Em estratigrafia, as amonites são consideradas excelentes fósseis de idade.
As amonites viviam no meio aquático e eram carnívoras, usavam os seus tentáculos como "pés" para se deslocarem.
Há evidências de dimorfismo sexual nos fósseis de amonites, sendo as conchas dos machos, em geral, menores e mais ornamentadas que a das fêmeas. Estes exemplos, evidentes por exemplo no género Kosmoceras, foram classificados de início como espécies e mesmo géneros diferentes, mas a inexistência de formas intermédias, a sobreposição espaçotemporal dos achados e a proporção entre formas macho e formas fêmea, suportam a hipótese de dimorfismo sexual.

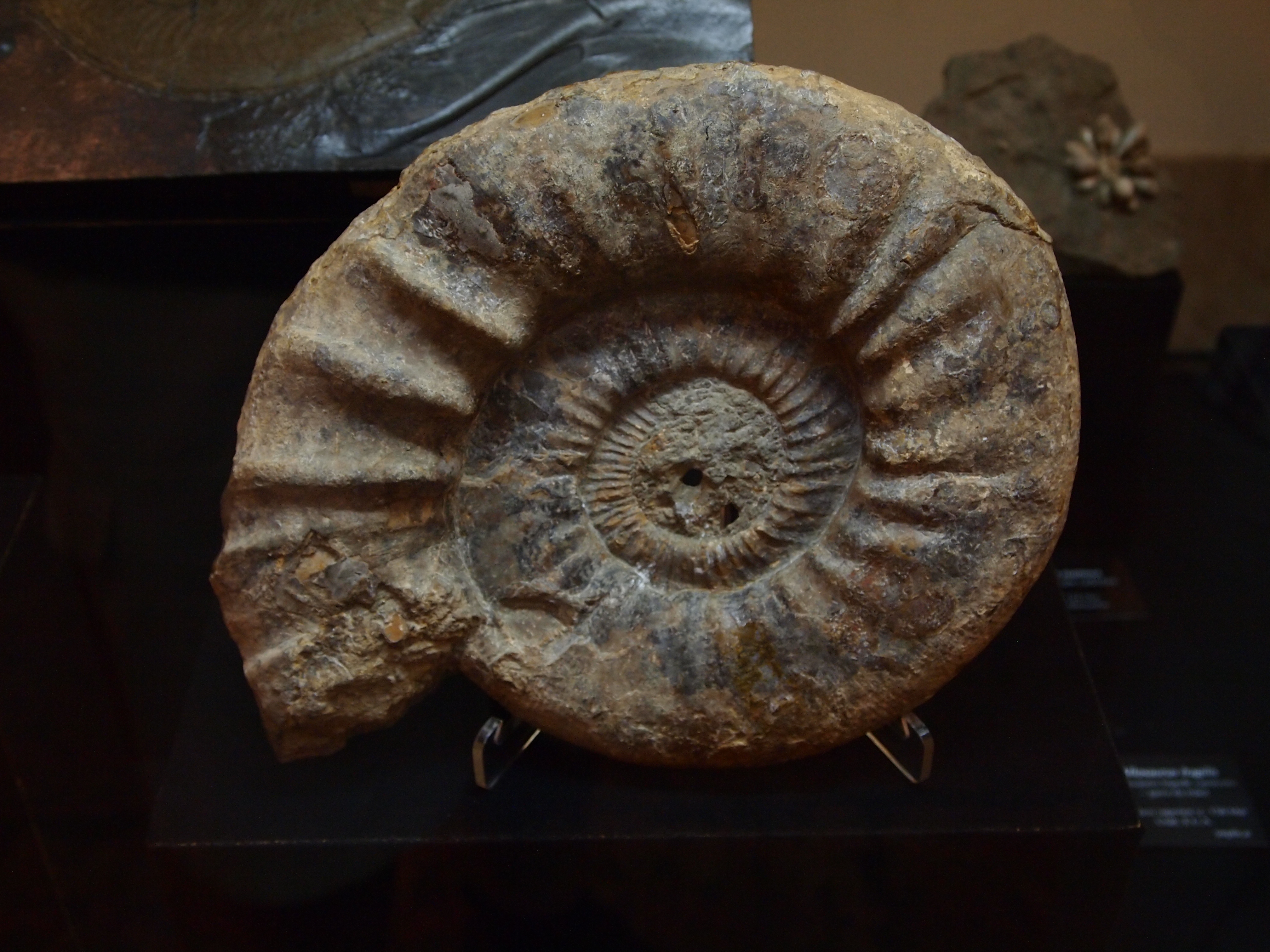
Fóssil de Ortosphynctes sp encontrado na Serra de Montejunto em Portugal

## História evolutiva
Os Ammonoidea aparecem no início do Devoniano, no Emsiano (407-398 Ma). As suas formas ancestrais foram identificadas nos Bactritida , um grupo cuja posição taxonómica ainda é debatida, embora as suas origens se encontrem obviamente dentro dos Nautiloidea. Essas formas são caracterizadas por septos pouco ondulados, sifão marginal em posição ventral, enrolamento ortocone (semelhante ao dos nautilóides ortoceratídeos) ou cirtocone (relativamente curvado) e ausência de depósitos endocamerais. A partir dessas formas, os primeiros amonóides originais (subordem Agoniatitina) adquirem rapidamente uma estrutura mais estável para uma locomoção mais eficiente, aumentando a curvatura da concha das formas circocone para girocone (geralmente planispiral, com uma ou pouquíssimas voltas que não se tocam), para criocone, trazendo assim o centro de gravidade abaixo do ponto de flutuabilidade . A sua evolução é muito rápida: no final deste período (cerca de cinco milhões de anos) estas formas estão distribuídas à escala global, mesmo que ainda sejam pouco frequentes em comparação com os nautilóides. A rapidez da sua radiação é típica de formas que se espalham num nicho ecológicovazio ou pouco povoado. Estas primeiras formas são referidas como Goniatitida, com duas subordens: Agoniatitina e Anarcestina.
Os Anarcestina são principalmente formas planispirais evoluídas, muitas vezes deprimidas, com dorso muito largo, com sifão subventral e cavidades muito simples. Os Agoniatitina apresentam certa variedade de formatos, com enrolamento do criocone ao evoluído com voltas tangentes, com espiral mais ou menos estreita, e sifão ventral; no entanto, a tendência evolutiva é de formas desdobradas para formas cada vez mais enroladas, até formas involuídas. Os amonóides permaneceram bastante raros durante o Devoniano Médio, e no final do período a Agoniatitina foi extinta. No Devoniano Superior (Frasniano), algumas formas de derivados da Anarcestina (subordem Tornoceratina) continuam a linha evolutiva dos Ammonoidea, por sua vez dando origem aos primeiros goniatitos verdadeiros (subordem Goniatitina).
A grande crise biológica grave enfrentada pelos Ammonoidea ocorreu durante o Devoniano Superior (cerca de 375 milhões de anos atrás), na transição Frasniano - Famenniana, na qual muitos grupos faunísticos do Paleozóico Inferior foram extintos ou sofreram uma redução drástica. As formas ancestrais dos amonóides (Anarcestina) desaparecem, enquanto durante o Fameniano a Goniatitina ter-se-ão expandido progressivamente. Surgem subitamente os Clymeniida, caracterizados (único entre os amonóides) por um sifão dorsal nas formas adultas (nas formas neânicas o sifão é ventral e torna-se dorsal com o crescimento do indivíduo). Estas formas são peculiares ao Fameniano: têm uma radiação muito breve e desaparecem rapidamente no final do Devoniano. Os Prolecanitida, formas com cavidades goniatíticas e ceratíticas com numerosos lobos, principalmente involuídos com formato lenticular ou discoidal, aparecem no Devoniano Superior.
No Carbonífero, os goniatitos típicos continuam a sua expansão com formas predominantemente involutas e globosas, e tornam-se as formas de cefalópodes mais difundidas na fácies nerítica da plataforma continental e nos mares epicontinentais. As cavidades mais complexas do tipo ceratítico aparecem no Carbonífero Inferior e, no Carbonífero Superior, tendem a aparecer formas de cavidades de transição entre os tipos ceratítico e amonítico. A transição entre o Carbonífero Inferior e o Carbonífero Superior é caracterizada por uma crise biológica, relacionada com um evento regressivo extremo à escala global devido a um provável evento glaciar, que teve um impacto notável nas comunidades goniatitas. A maioria destes são extintos, com exceção de alguns géneros, enquanto os representantes da ordem Prolecanitida praticamente não são afetados pela crise. A nova diferenciação subsequente mostra uma variação na morfologia da concha, com formas geralmente mais evoluídas, ornamentação mais desenvolvida e uma complicação cada vez maior das cavidades. No Permiano as cavidades tornam-se ainda mais complexas, com formatos do tipo amonítico (com morfologias que lembram as cavidades filóides do Mesozóico). Todas essas formas tendem a declinar progressivamente durante o Permiano Superior, diminuindo em número e variedade. No entanto, as primeiras ceratitas originais aparecem no Permiano Superior.
A grande crise biológica no limite Permo-Triássico (há cerca de 251 milhões de anos), fatal para numerosos grupos característicos do Paleozóico, como os trilobitas e os tetracorais, é marcada por um evento extremo de regressão marinha a nível global, que causou a extinção da maioria das formas de vida marinha no ambiente nerítico, seguida por um evento anóxico generalizado que dizimou as formas de águas profundas: estima-se que 95% das formas de vida marinha pereceram neste evento.
Os goniatitos extinguem-se durante a crise, enquanto os ceratitos sobrevivem juntamente com alguns Prolecanitida. Estes últimos desaparecem posteriormente no Triássico Inferior, enquanto os Ceratitida se expandem gradualmente durante o Triássico Inferior e Médio, até atingir a difusão máxima (cerca de 150 géneros) no início do Triássico Superior (Carniano). Nesse intervalo de tempo aparecem os primeiros Ammonitida, com cavidades do tipo amonite e filódios, com a primeira Philloceratina verdadeira. A partir do Noricum ocorre um declínio geral de todas as faunas, que se acelera entre o alto Noricum e o Rhaetian, com a extinção de quase todas as formas (apenas 6 ou 7 géneros presentes no Rhaetian). As formas heteromórficas do Triássico ( Christoceratacea ) surgem no Noricum superior, evoluindo a partir dos ceratitos, que serão os últimos deste grupo a extinguir-se no final do período Rético (há cerca de 180 milhões de anos).
A crise biológica no limite Triássico-Jurássico é na verdade um evento gradual produzido por uma soma de prováveis factores climáticos desfavoráveis e aumento da actividade vulcânica na região superior do Rético, com uma diminuição a curto prazo da insolação em todo o planeta e deterioração do clima.
Provavelmente apenas uma linha filética do Ammonoidea sobreviveu à crise biológica, encontrada dentro da Phylloceratina : o género Psiloceras, que apareceu no final do Triássico. No Jurássico Inferior os amonóides voltam a espalhar-se com bastante rapidez, com formas, suturas e tipos de ornamentação cada vez mais complexos, e caracterizam-se por uma evolução iterativa, em que os tipos morfológicos são recorrentes e as formas extintas tendem a ser substituídas por outras semelhantes. . No Jurássico ocorrem várias crises biológicas menores, a mais evidente das quais ocorre no Toarciano Inferior, marcada por um evento anóxico mundial, e leva a uma rotação generalizada de faunas. No Jurássico Médio, formas heteromórficas aparecem novamente (superfamília Spiroceratacea), que destacam outros eventos de crise e rotatividade da fauna. No Tithoniano (Jurássico Superior Superior) aparecem novamente formas heteromórficas, que se tornarão uma das formas mais difundidas no Cretáceo. As faunas continuam a expandir-se e a diversificar-se até ao final do Cretáceo Inferior ( Albiano ), seguido de um evento de extinção. No Cretáceo Superior verifica-se ainda uma clara rotação faunística e uma nova expansão, dada pela evolução explosiva dos Acanthoceratacea na plataforma e fácies marinha epicontinental a partir do Cenomaniano. No Coniaciano reaparecem formas com suturas simplificadas (pseudoceratíticas).
Durante o Cretáceo Superior ocorre um declínio progressivo, com redução da diversidade da fauna, que sofre uma aceleração drástica entre o final do Campaniano e o Maastrichtiano e culmina na extinção total por volta da transição entre o Cretáceo e o Paleoceno, há aproximadamente 65 milhões de anos.
Segundo dados bioestratigráficos, paleoclimáticos e geodinâmicos, a extinção deste grupo pode ser devida a vários fatores concomitantes; Resumindo:
- Uma deterioração progressiva das condições climáticas à escala global, a partir do Cenomaniano, com fortes oscilações na temperatura média dos oceanos, culminando no Maastrichtiano.
- Uma série estreita de eventos de regressão marinha à escala global entre o Alto Campaniano e o Maastrichtiano, e especialmente no Terminal Maastrichtiano, que teria levado a um aumento do stress ambiental sobre o grupo e ao seu declínio, tanto em termos de difusão como de diferenciação .
- Neste quadro geral, acontecimentos exógenos como o impacto de um ou mais asteróides e/ou endógenos (aumento do vulcanismo na zona de Deccan , na Índia ) à escala global, teriam levado a uma deterioração ambiental generalizada e sobretudo à extinção na massa de plâncton no final do Maastrichtiano. Este último acontecimento parece ter sido decisivo, tanto porque as amonites provavelmente se alimentaram em grande parte de plâncton, como porque a sua ontogenia passou por uma fase planctónica inicial.

O evento de extinção no final do Maastrichtiano marca uma ruptura clara entre as faunas marinhas do Mesozóico e do Cenozóico, embora a partir de alguns dados algumas populações antigas de amonites pareçam ter sobrevivido brevemente à crise para se tornarem definitivamente extintas dentro do Paleógeno basal.

## Ordens

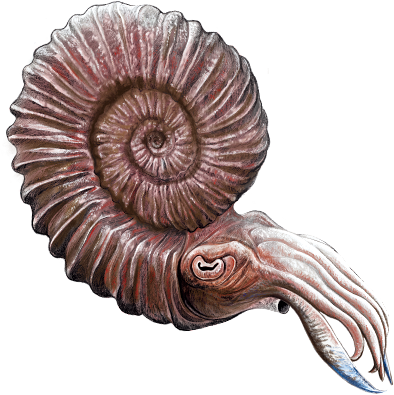
Reconstrução de uma amonite

- Ordem Goniatitida (Devónico-Pérmico)
  - Exemplos: Goniatites, Prolecanites

- Ordem Ceratitida (Pérmico-Triássico)
  - Exemplos: Ceratites

- Ordem Ancyloceratida (Cretácico) – grupo que inclui a maioria das formas heteromórficas (i.e., de concha não planispiral), adaptadas a modos de vida e alimentação altamente especializados
  - Exemplos: Turrilites, Macroscaphites

- Ordem Ammonitida (Jurássico-Cretáceo) – grupo mais abundante e diversificado de amonites, com conchas de enrolamento planispiral e ornamentação por vezes muito complexa
  - Exemplos: Amaltheus, Pleuroceras, Sphaeroceras, Perisphinctes

## Galeria: Algumas espécies

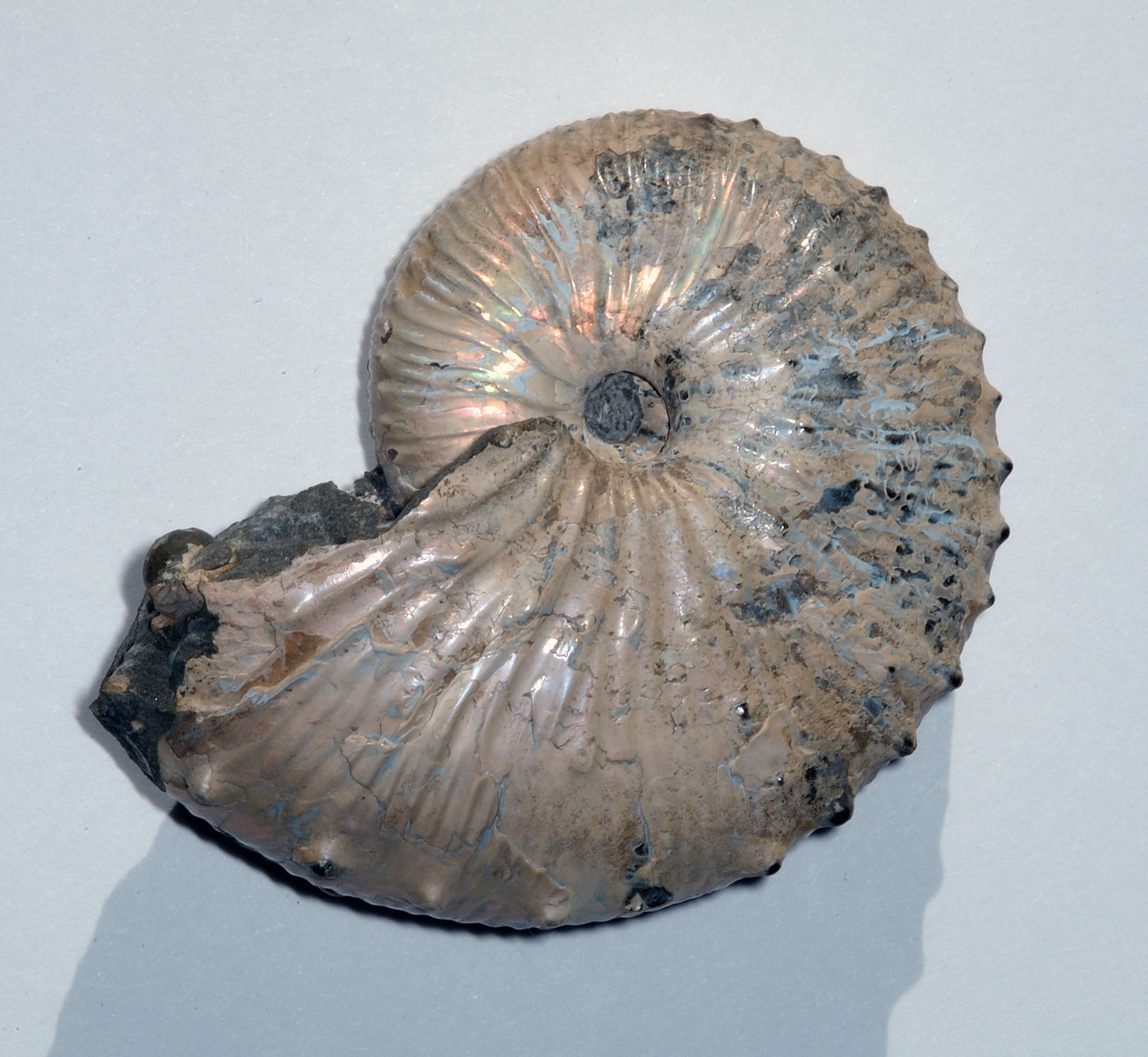
Jeletezkytes sp. Período: Cretáceo Procedência: EUA
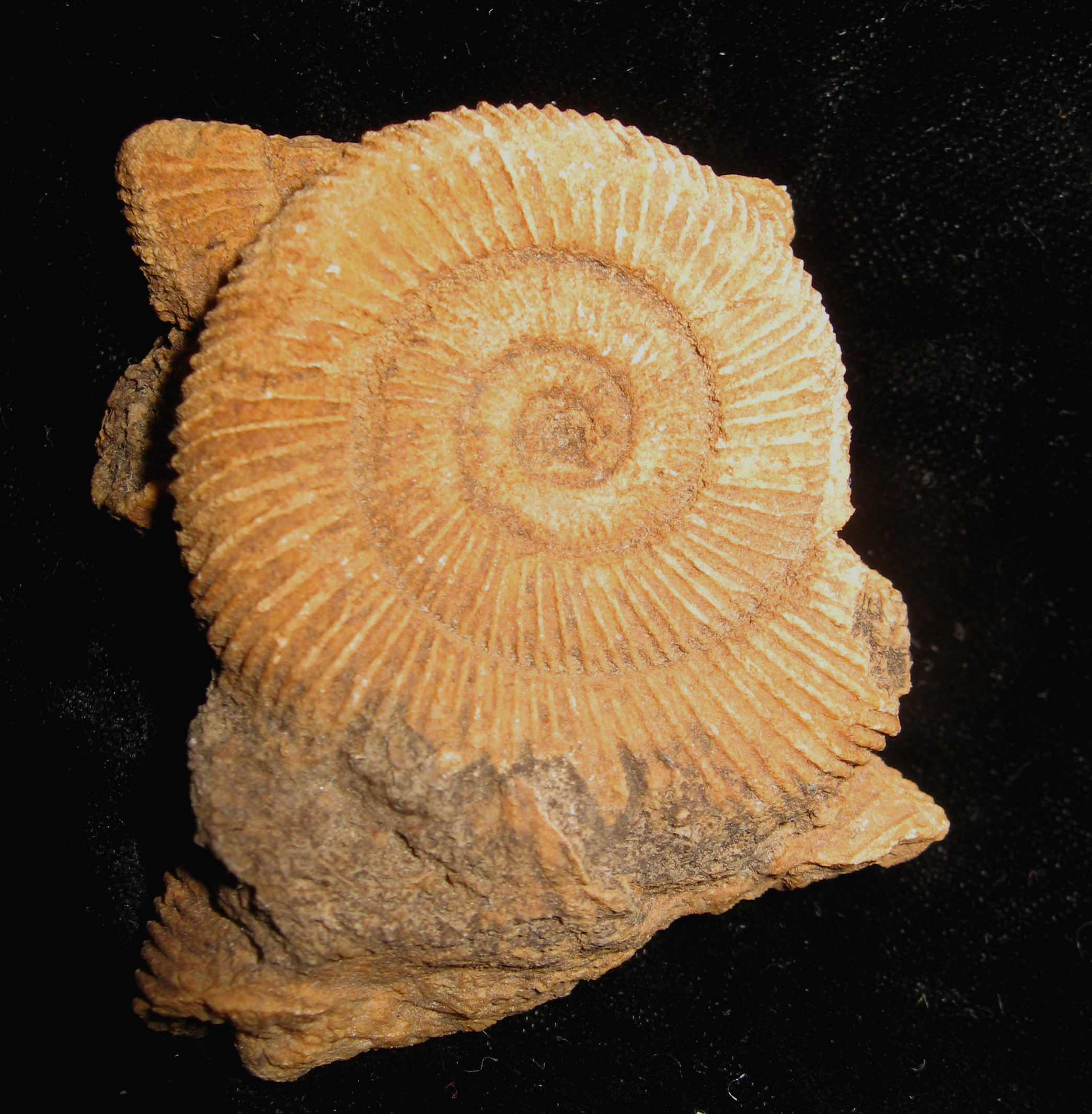
Dactyloceras commune Período: Jurássico Procedência: Inglaterra
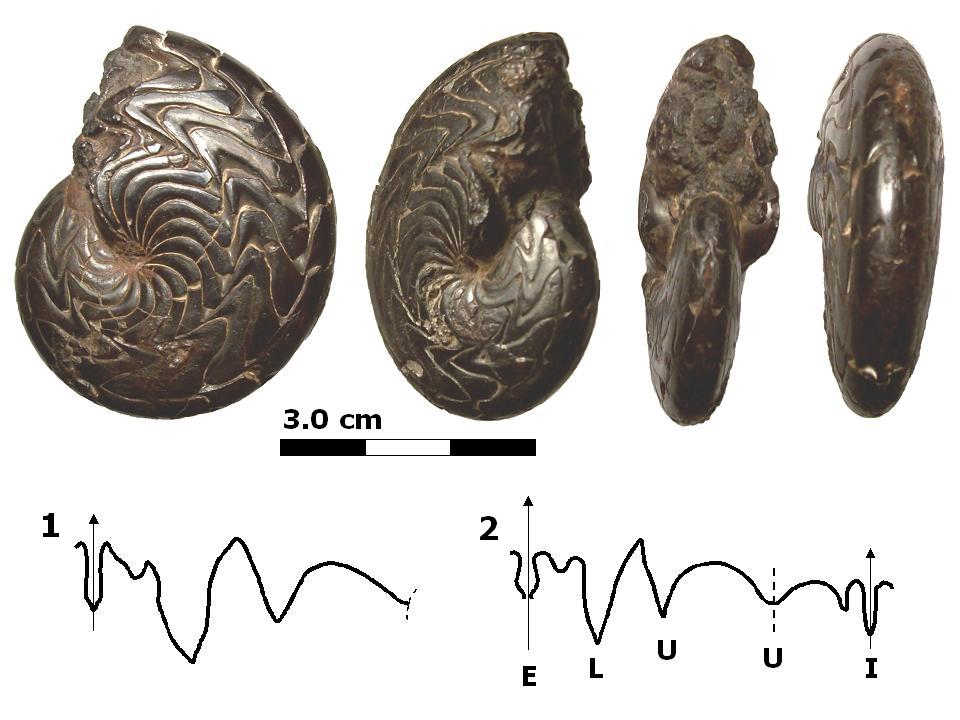
Discolymenia cucullata Período: Devoniano Procedência: Marrocos
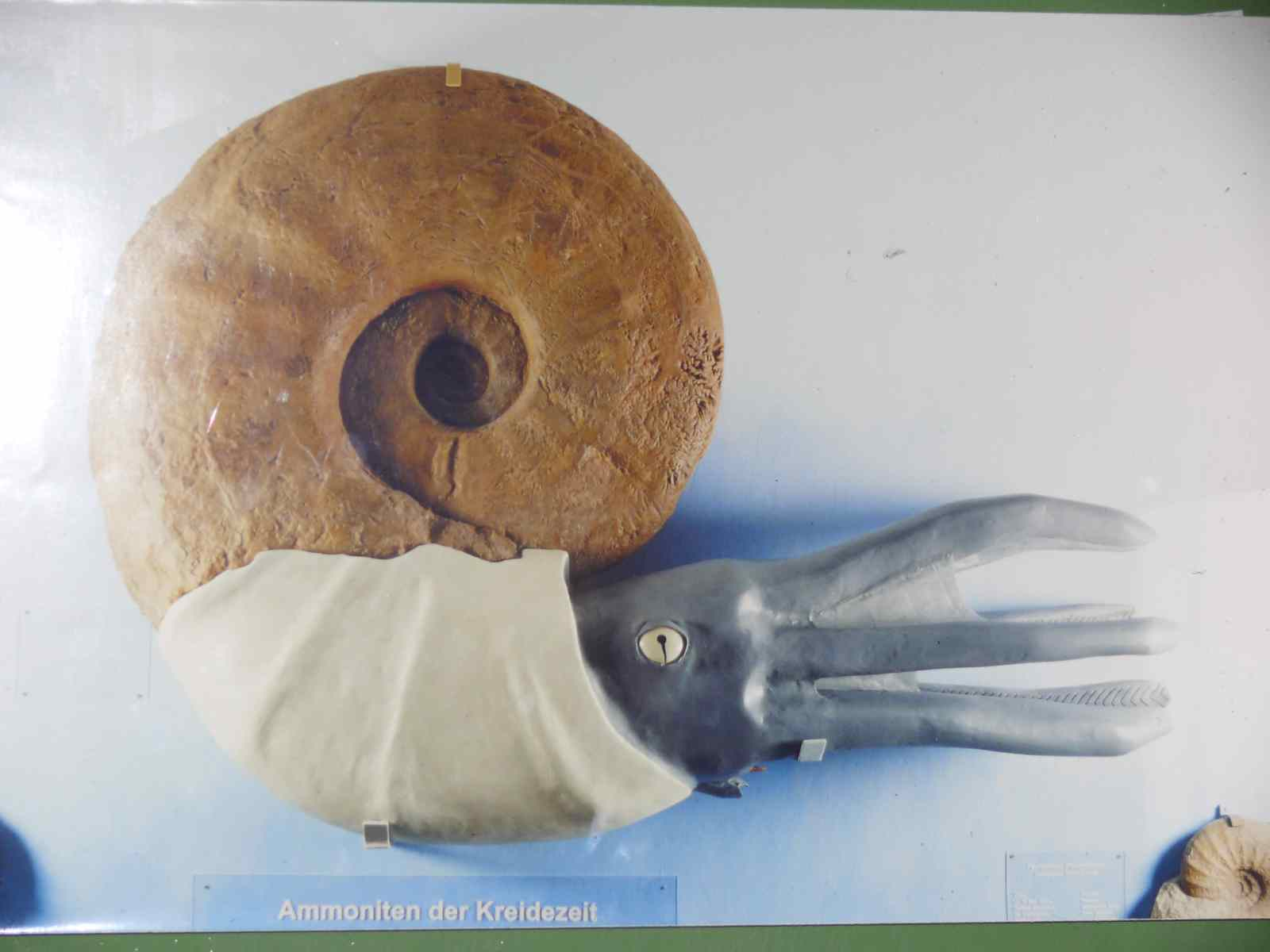
Parapuzosia seppenradensis Período: Cretáceo Procedência: Alemanha